# روبرت اسنادگرس
روبرت اسنادگرس (انگلیسی: Robert Snodgrass؛ زادهٔ ۷ سپتامبر ۱۹۸۷) بازیکن فوتبال اهل اسکاتلند است.

## باشگاهی
از باشگاه‌هایی که در آن بازی کرده‌است می‌توان به لیدز یونایتد، نوریچ سیتی، هال سیتی، وستهام یونایتد و استون ویلا اشاره کرد.

## تیم ملی
وی همچنین در تیم ملی فوتبال اسکاتلند بازی کرده است.